# Hans von Boineburg-Lengsfeld
Wilhelm Georg Gustav Botho Rudolf Hans Reichsfreiherr (Barón del Imperio) von Boineburg-Lengsfeld (9 de junio de 1889 - 20 de noviembre de 1980) fue un general alemán en la Wehrmacht de la Alemania Nazi que comandó 
la 4.ª y la 23.ª Divisiones Panzer durante la II Guerra Mundial. Fue condecorado con la Cruz de Caballero de la Cruz de Hierro de la Alemania Nazi.

## Biografía
Nacido en Turingia, Boineburg-Lengsfeld se incorporó al ejército del Imperio alemán como Fahnen-junker (oficial cadete) en 1910. Fue comisionado en la infantería ligera y luchó en la I Guerra Mundial. En el periodo de entreguerras, sirvió en el Reichsheer y después en la Wehrmacht. Lideró el 1.º Regimiento de Rifles entre 1938 y 1939 antes de recibir el mando de la 4.ª Brigada Schützen (Rifles) de la 4.ª División Panzer que luchó en la invasión de Polonia. Temporalmente comandó la división por unos pocos días en mayo de 1940, durante la campaña de Holanda, y fue condecorado con la Cruz de Caballero de la Cruz de Hierro el 19 de julio de 1940. Ahora como oberst (coronel), comandó la 4.ª División Panzer durante un periodo más sustancioso entre finales de julio y septiembre de 1940. Después fue transferido a la 7.ª División Panzer, sirviendo en tareas de ocupación en Francia y después en Rusia durante la Operación Barbarroja, como comandante de la 7.ª Brigada Schützen.
Cuando fue formada la 23.ª División Panzer en septiembre de 1941, Boineburg-Lengsfeld fue designado su comandante. Fue promovido a Generalmajor poco después. Condujo la división durante la batalla del Cáucaso pero fue relevado del mando durante el "Caso Reichel", cuando los planes de la Operación Azul, el nombre en código de la Wehrmacht para la ofensiva de verano en el sur de Rusia, se perdieron en favor de los soviéticos. Sin embargo, cuando su sucesor como comandante, Generalmajor Erwin Mack, fue muerto en combate, retornó como líder permanente de la división. A finales de diciembre de 1942, habiendo recibido la promoción a Generalleutnant el 16 de noviembre de 1942 con efecto desde el 1 de octubre de 1942, fue herido como resultado de un accidente con un tanque. Con varios huesos rotos, pasó un prolongado periodo en un hospital.
Después de recuperarse de sus heridas, Boineburg-Lengsfeld fue hecho comandante de París. Cuando la ciudad fue capturada por los Aliados en agosto de 1944 después de la invasión de Normandía, asumió un puesto en el OB West. Su participación en el complot del 20 de julio para asesinar a Adolf Hitler pasó sin detección y acabó la guerra en Bergen, como su comandante de zona.

## Muerte
El general retirado y Barón von Boineburg-Lengsfeld murió el 20 de noviembre de 1980 en Felsberg.